# Мита Агликин
Мита (Мито) Иванов Агликин е български революционер, деец на Вътрешната македоно-одринска революционна организация.

## Биография
Мита Агликин е роден през 1869 година в Петрич, тогава в Османската империя, днес в България. На 7 септември 1905 година турския разбойник Абдула чауш по поръчение на гъркомана Димитър (Мито) Филипов, убива брат му Васил - местен български първенец, докато вечерял с децата си. След два дни, Агликин убива за отмъщение Димитър Филипов и избягва. Присъединява се към ВМОРО и действа със своя чета в района на родния си град. След Хуриета през 1908 година тържествено влиза с четата си в Петрич. 
По време на Балканската война от 1912 година действа с четата си пред фронта на българската армия, съвместно с други формирования на Македоно-одринското опълчение и ВМОРО. През октомври същата година заедно с помощника си Георги Игралишки, влиза в Петрич, водейки със себе си многолюдна чета и милиция. Заедно с капитан Никола Парапанов освобождава града от османска власт и спомага за установяването на българско управление.
Умира през 1952 година. Негов син е революционерът горянин Вангел Агликин (1914 – 1957).